# Col des Avalanches
Col des Avalanches (pol.: Lawinowa Przełęcz; 3479 m n.p.m.) – przełęcz w grupie górskiej Écrins we francuskich Alpach Delfinackich. Oddziela masyw Barre des Écrins (4102 m n.p.m.), najwyższego szczytu tej grupy, na północy od masywu szczytu Pic Coolidge (3774 m n.p.m.) na południu.
Leży w grzbiecie, wyznaczającym linię wododziałową pomiędzy dorzeczami rzek Romanche (na zachodzie) a Durance (na wschodzie). Linia ta biegnie w tym rejonie generalnie z północy na południe, opuszczając masyw Écrins na Pic Lory, zachodnim przedwierzchołku Barre des Écrins, zostawiając ten ostatni ok. 200 na wschodzie, schodząc następnie na Col des Avalanches, by przez zwieszającą się nad przełęczą turnię Le Fifre (3698 m n.p.m.) osiągnąć szczyt Pic Coolidge.